# Rode (westfälisches Adelsgeschlecht)

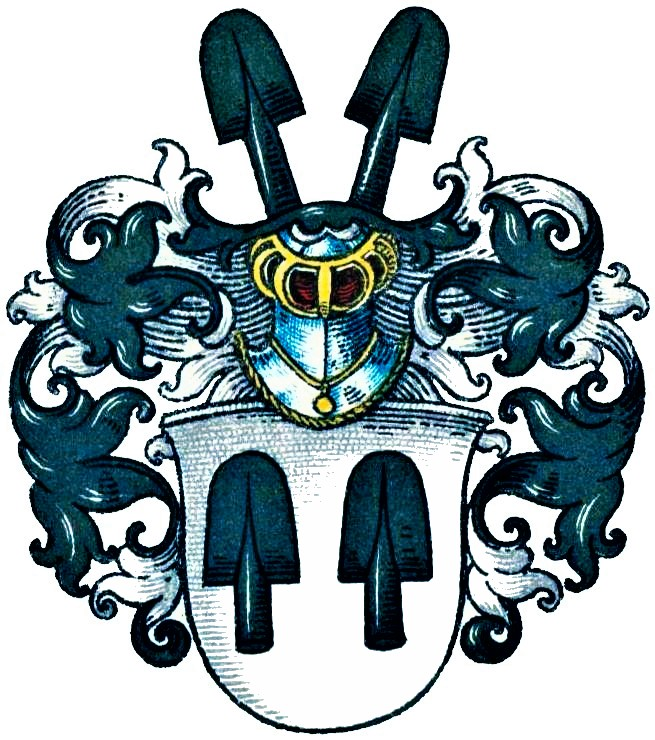
Wappen derer von dem Rode (n. Max von Spießen, 1903)

Rode (auch: van dem Rode, Merode, Roden, Rothen, Rahde, Raden, Rade o. ä.) ist der Name eines bei Nettelstedt und Gehlenbeck besitzlich gewesenen westfälischen Adelsgeschlechts, das ab 1263 zu den Ministerialen der Herrschaft Steinfurt, des Bistums Minden und zum dortigen niederen Uradel zählte.

## Geschichte
Das eher nach dem Ort Rahden als nach der Burg Rahden benannte Adelsgeschlecht wurde mit Justatius de Rothen 1272, Heinrich von Rothen 1263 und Hermann de Roden 1296 als Lehensleuten des Ludolf von Steinfurt erwähnt, und wird im Lehnregister der Bischöfe von Minden als in Fiestel und Rahden besitzlich aufgeführt. Spätere Abkömmlinge führten den Namen von dem Rode und traten urkundlich beispielsweise durch Richard von dem Rode (um 1380–1445), Dechant in St. Andreas, sowie dessen Brüder, die Knappen Ebbeke und Rolf (um 1377–1425), mit Besitzungen bei Nettelstedt (u. a. Nederhof, Westernhof und Ellerhof) auf. Durch Heiraten gingen Besitz und Lehenstitel derer von dem Rode, nach Resignation und Neu-Belehnung, 1454 an die Familie von Westorp (Westrup) und letztlich an die Familie von der Recke zu Obernfelde.

## Filiation derer von dem Rode (Auszüge)
- Hermann de Roden, zählt 1296 zu den Lehensleuten des Ludolf von Steinfurt
- Dietrich von dem Rode (* um 1325; † n. 1355), urk. 1355 Knappe[1]
  - Albert von dem Rode (* um 1350; † n. 1388), kauft 1388 als Knappe vor dem Richter des Wigboldes Lübbecke dem Harteke van der Horst einen Eigenbehörigen ab[2]
    - Ebbeke von dem Rode (* um 1375; † n. 1436), urk. als Knappe 1401–1436, erwirbt zusammen mit Richard und Rolof van deme Rode 1407 von den Gebrüdern Diderik und Johann Enichlo, Knappen, die Hälfte des Nederhofs zu Nettelstedt[3]. 1417 (oder 1407) kauft er die Vogtei über den Western Hof ebd.[4], 1423 verkauft er dem Hinrich Westorp einen Eigenbehörigen. 1435 veranlasst er die Verpfändung des Zehnten, des Nederhofs und des Ellerhofs zu Nettelstädt durch Hinrich von Westorp samt Sohn Gerd, Knappen, an sich und Anneke, Leneke und Lize, seines Bruders Rolefs Töchter. 1436 verkauft er ebd. die Vogtei Westerhof mitsamt Kotten[5]; ⚭ vor 1417 Gertrud N († n. 1422, urk. ab 1417 oder 1407)
    - Rolf von dem Rode (* um 1377; † n. 1425), urk. 1401–1425 als Knappe, 1435 tot[6], erhält 1419 pfandweise von Rolef Tekneborch einen Hof bei Lübbecke, 1425 von dem verstorbenen Rolef Tekneborgh und dessen Frau einen Kotten im Dorf Eckhorst; ⚭ vor 1419 Grete (Tekneborgh ?), urk. 1419–1423, † nach 1419[7]
      - Anneke von dem Rode (* ca. 1415); ⚭ 1439 Gerd von Westorp, Herr zu Stockhausen, (* ca. 1405; † 1483), Sohn des Hinrich von Westrup
      - Leneke von dem Rode (* ca. 1417; † nach 1435), urk. 1435.
      - Lize von dem Rode (* ca. 1420; † nach 1435), urk. 1435.

    - Richard von dem Rode (um 1380–1445), Dechant in St. Andreas, urk. 1407–1445; wohl bereits 1407 Kleriker. 1434 verkauft er als Dechant dem Domkapitel Lübbecke Grundstücke, die er vom Vetter Bernd van Bylle erworben hatte, davon fünf auf dem Haddenhauser Feld im Kirchspiel Gehlenbeck[8]; 1445 kaufte er die Gesamt-Vogtei am Westernhof zu Nettelstädt; ⚭ Gyse Kyckennyngh († n. 1431), mit Sohn Albert van dem Rode 1429 als Bürger zu Lübbecke erwähnt[9]
      - Albert van dem Rode (* v. 1425), erhält 1439 vom Vater die halbe Vogtei des Westernhofes zu Nettelstädt[10]. 1445 versetzt er ebendort, zusammen mit Vater Richard, den Sneckeners Hof[11]

## Wappen
In Weiß zwei, einander abgewendete, gekrümmte schwarze Haken, steigend oder sinkend (Schafhaken, Krümmung unten). Bei Max von Spießen (1903) sind diese als pfahlweise gestellte schwarze Spateneisen umschrieben. Auch das Wappen der Stadt Rahden enthält im Schild die zwei Schafhaken. Die anhand des Epitaphs zu Lübbecke vorgenommene Blasonierung des Karl Adolf von der Horst (Berlin 1899) lautete: Zwei nach oben gekehrte Steigbügel mit Riemen; auf dem Helm ein nach unten gewandter Steigbügel zwischen zwei Straußenfedern.
Weitere Wappendarstellungen:

Wappen der Stadt Rahden
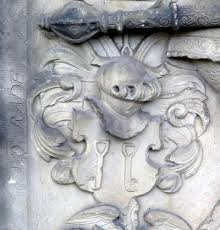
Wappen von dem Rode, Epitaph Westorp 1565, Lübbecke
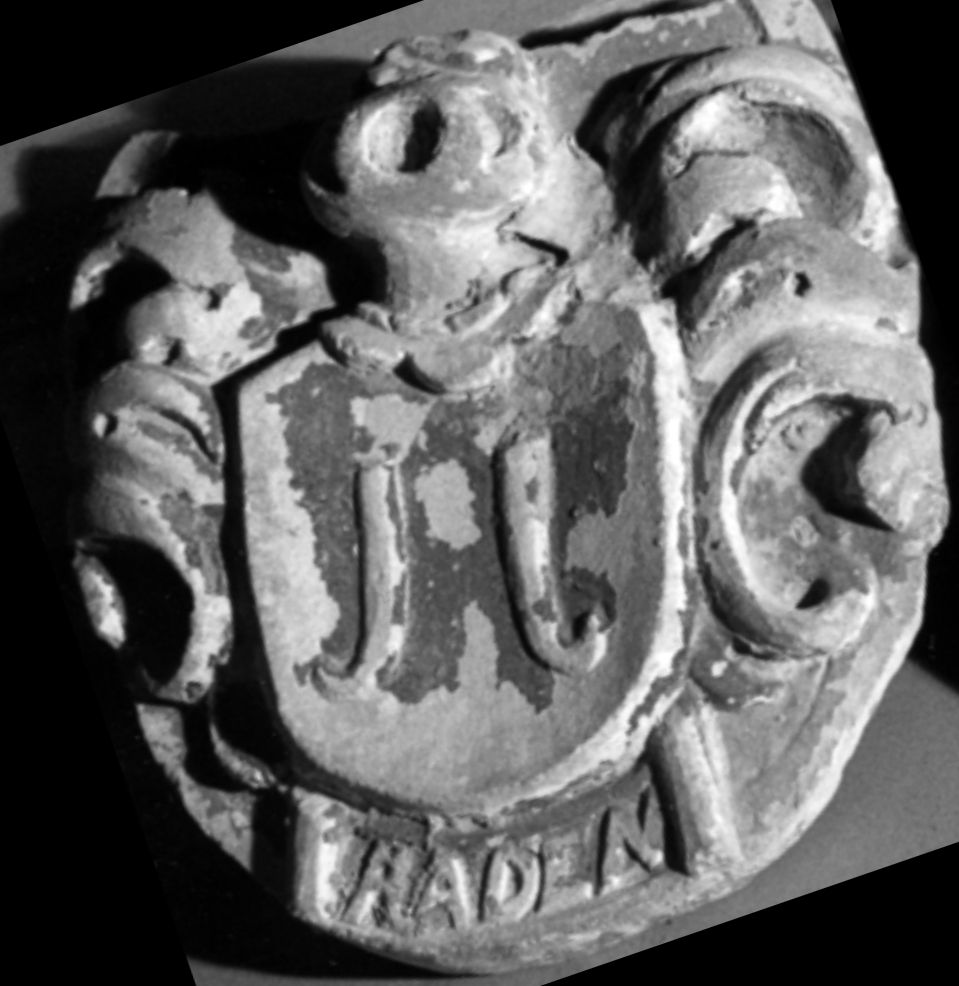
Fragment vom Epitaph Hieronymus Grapendorf, Minden 1629
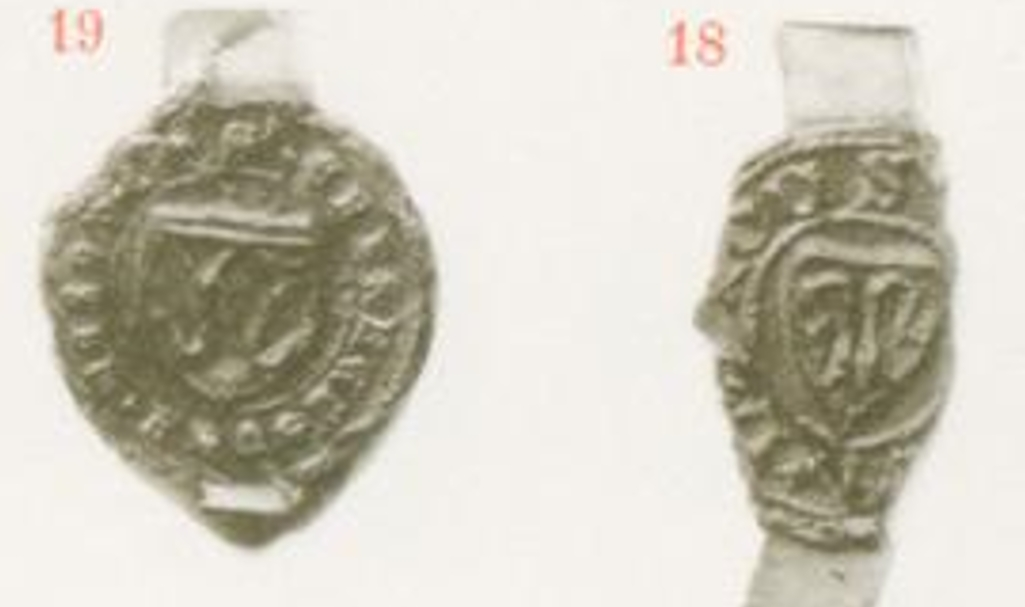
Siegel des Ebbeke von dem Rode 1395 (18) und 1426 (19)